# Aulacaspis mesuae
Aulacaspis mesuae är en insektsart som beskrevs av Sadao Takagi 1999. Aulacaspis mesuae ingår i släktet Aulacaspis och familjen pansarsköldlöss. Inga underarter finns listade i Catalogue of Life.